# Las Mesas
Las Mesas és un municipi de la província de Conca de la comunitat autònoma de Castella la Manxa, a l'oest de la província. En el cens de 2006 tenia 2467 habitants i un territori de 87,21 km². El codi postal és 16550.

## Demografia
| 1991 | 1996 | 2001 | 2004 | 2006 |
| ---- | ---- | ---- | ---- | ---- |
| 2505 | 2579 | 2455 | 2498 | 2467 |